# Iliushin
Iliushin o Ilyushin (en rusa: Илью́шин) también conocida como Oficina de Diseño Iliushin (en ruso: Авиационный комплекс имени С. В. Ильюшина) es una oficina de diseño y fabricante de aeronaves rusa, fundada por Serguéi Vladímirovich Iliushin. Empezó su actividad el 13 de enero de 1933, por orden de P. I. Baranov, jefe del Departamento Principal de la Industria Aeronáutica de la Unión Soviética.
Ilyushin ha desarrollado aeronaves para diversos cometidos a lo largo de los años.
A pesar de que Iliushin es una empresa estatal, dispone de una subsidiaria, Aviation Industries Ilyushin creada en 1992 para trabajar como oficina de marketing y de servicio al cliente de Ilyushin.
El gobierno ruso planea fusionar Ilyushin con Mikoyan, Irkut, Sukhoi, Túpolev, y Yakovlev en una nueva compañía llamada Corporación Aeronáutica Unida.

## Aviones de Iliushin
- Il-2 'Shturmovik'
- Il-4
- Il-10
- Il-12 'Coach'
- Il-14 'Crate'
- Il-18 'Coot'
- Il-20 'Coot-A'
- Il-28 'Beagle'
- Il-32 Prototipo
- Il-32 Planeador
- Il-32 Prototipo
- Il-38 'May'
- Il-62 'Classic'
- Il-76 'Candid'
  - A-50 'Mainstay', variante AWACS del Il-76.
  - Il-78 'Midas', variante de repostaje en vuelo del Il-76.
- Il-80 'Maxdome'
- Il-86 'Camber'
- Il-96
- Il-102
- Il-103
- Il-112
- Il-114

## Galería de imágenes
|  |  |  |